# Metropolitano de Hamburgo
O Metro de Hamburgo, ou no seu nome original "Hamburg U-Bahn",sistema que serve as cidades de Hamburgo, Norderstedt e Ahrensburg na Alemanha. Embora tecnicamente seja subterrâneo, a maior parte do comprimento da trilha do sistema está acima do solo. A rede está interconectada com o Sistema S-Bahn da cidade, que também possui seções subterrâneas. É operado pela Hamburger Hochbahn dentro da Hamburger Verkehrsverbund (HVV). Foi inaugurado em fevereiro de 1912, e compreende quatro linhas que servem 93 estações, com um comprimento de rota de 106,4 quilômetros (66,1 milhas) em 2019.
| Linha  | Capaz de Norte / Sul para Oeste / Leste | Paragens(estações) (Fim- e estações de transbordo em negrito) |
| ------ | --------------------------------------- | --- |
| U1     | Langenhorner Bahn                       | Norderstedt Mitte (A2) – Richtweg – Garstedt – Ochsenzoll – Kiwittsmoor – Langenhorn Nord – Langenhorn Markt – Fuhlsbüttel Nord – Fuhlsbüttel – Klein Borstel – Ohlsdorf (S1, S11) |
| U1     | Ohlsdorfer Zweigline                    | Ohlsdorf – Sengelmannstraße – Alsterdorf – Lattenkamp – Hudtwalckerstraße – Kellinghusenstraße (U3) |
| U1     | KellJung-Linie                          | Kellinghusenstraße – Klosterstern – Hallerstraße – Stephansplatz – Jungfernstieg (U2, U3, U4, S1, S2, S3, Alster ferries) |
| U1     | Meßberglinie                            | Jungfernstieg – Meßberg – Steinstraße – Hauptbahnhof-Süd (U2, U3, U4, S1, S11, S2, S21, S3, S31) |
| U1     | Wandsbeker Verlängerung                 | Hauptbahnhof-Süd – Lohmühlenstraße – Lübecker Straße (U3) – Wartenau – Ritterstraße – Wandsbeker Chaussee (S1, S11) – Wandsbek Markt – Straßburger Straße – Alter Teichweg – Wandsbek Gartenstadt (U3) |
| U1     | Walddörferbahn                          | Wandsbek Gartenstadt – Trabrennbahn – Farmsen – Oldenfelde – Berne – Meiendorfer Weg – Volksdorf |
| U1     | Walddörferbahn                          | Volksdorf – Buckhorn – Hoisbüttel – Ohlstedt |
| U1     | Walddörferbahn                          | Volksdorf – Buchenkamp – Ahrensburg West – Ahrensburg Ost – Schmalenbeck – Kiekut – Großhansdorf |
| --- \| |                                         | |
| U2     | Niendorfer Strecke                      | Niendorf Nord – Schippelsweg – Joachim-Mähl-Straße – Niendorf Markt – Hagendeel – Hagenbecks Tierpark |
| U2     | Eimsbütteler Zweiglinie                 | Hagenbecks Tierpark – Lutterothstraße – Osterstraße – Emilienstraße – Christuskirche – Schlump (U3) |
| U2     | Innenstadttunnel                        | Schlump – Messehallen – Gänsemarkt – Jungfernstieg (U1, U3, U4, S1, S2, S3, Alster ferries) – Hauptbahnhof-Nord (U1, U3, U4, S1, S11, S2, S21, S3, S31) – Berliner Tor (U3, U4, S1, S11, S2, S21) |
| U2     | Billstedter Strecke                     | Berliner Tor – Burgstraße – Hammer Kirche – Rauhes Haus – Horner Rennbahn – Legienstraße – Billstedt – Merkenstraße – Steinfurther Allee – Mümmelmannsberg |
| --- \| |                                         | |
| U3     | Ring                                    | Barmbek (U2, S1, S11) – Saarlandstraße – Borgweg – Sierichstraße – Kellinghusenstraße (U1) – Eppendorfer Baum – Hoheluftbrücke – Schlump (U2) – Sternschanze (S11, S21, S31) – Feldstraße – St. Pauli – Landungsbrücken (S1, S2, S3, Elbe ferries) - Baumwall - Rödingsmarkt - Rathaus (Jungfernstieg: U1, U2, U4, S1, S2, S3) – Mönckebergstraße – Hauptbahnhof-Süd (U1, U2, U4, S1, S11, S2, S21, S3, S31) – Berliner Tor (U2, U4, S1, S11, S2, S21) |
| U3     | Ring                                    | Berliner Tor – Lübecker Straße (U1) – Uhlandstraße – Mundsburg – Hamburger Straße – Dehnhaide – Barmbek (S1, S11) |
| U3     | Walddörferbahn                          | Barmbek – Habichtstraße – Wandsbek-Gartenstadt (U1) |
| --- \| |                                         | |
| U4     | Hafencity Linie                         | Elbbrücken (S3, S31) – HafenCity Universität – Überseequartier – Jungfernstieg (U1, U2, U3, S1, S2, S3) |
| U4     | Innenstadttunnel                        | Jungfernstieg (U1, U2, U3, S1, S2, S3) – Hauptbahnhof-Nord (U2) |
| U4     | Billstedter Strecke                     | Hauptbahnhof-Nord – Berliner Tor – Burgstraße – Hammer Kirche – Rauhes Haus – Horner Rennbahn – Legienstraße – Billstedt |